# 255. п. н. е.

## Догађаји
- Битка на реци Багради